# Spring Songs
Spring Songs es un EP de la banda de rock estadounidense Title Fight, lanzado el 12 de noviembre de 2013, a través de Revelation Records en vinilo 7".
La segunda pista del EP, "Be A Toy", se publicó el 12 de agosto a través de la revista SPIN, con un vídeo musical posterior, estrenado el 20 de noviembre y dirigido por Susy Cereijo.

## Listado de canciones
1. Blush – 2:52
2. Be a Toy – 3:04
3. Receiving Line – 3:53
4. Hypnotize – 2:25

## Créditos
Banda
- Ned Russin – voces, bajo
- Jamie Rhoden – voces, guitarras
- Shane Moran – guitarras
- Ben Russin – batería

Producción
- Will Yip – producción, mezcla, masterización, ingeniero de sonido
- John Garrett Slaby – diseño
- Missy Worth for Artistic Licensing – administración